# Kuruku
Kuruku est l'un des 23 villages de la commune de Batibo, située dans le département de la Momo de la région du Nord-Ouest du Cameroun.

## Population
Au dernier recensement de 2005, le village comptait 483 habitants, dont 218 hommes et 265 femmes.
| Recensement                               | 1987 | 2005 |
| ----------------------------------------- | ---- | ---- |
| Population du village lors du recensement | 579  | 483  |

## Climat
Le village possède un climat équatorial du type montagneux et possède deux saisons : une saison des pluies de mi-mars à mi-novembre et une saison sèche de mi-novembre à mi-mars. La pluviométrie annuelle moyenne est autour de 2 000 mm. Les conditions climatiques sont  favorables à la culture d'une grande variété de plantes. La température moyenne est de 20 °C. Les écarts de température sont cependant importants entre le jour et la nuit pendant la saison sèche.

## Sols et relief
Les sols de type rouge prédominent. Des sols contenant de l'argile ou de la latérite sont également présents. Les sols bruns sont aussi présents en grande quantité. Les fortes pluies peuvent également causer l'érosion des sols, voire des mouvements de terrains.
Le relief est principalement plat ponctué de quelques éléments vallonnés et de collines.

## Hydrographie
Plusieurs ruisseaux sont présents à proximité. Certains s'assèchent lors de la saison sèche compliquant l'accès à une potable pendant cette période.

## Flore et faune
La végétation est principalement du type savane avec notamment des eucalyptus, des palmiers, des raphias, des herbes à éléphants. S'y trouvent également des colatiers et des caféiers.

## Économie
L'agriculture est l'activité économique principale du village. Des réserves de sables existent dans le village et sont exploités pour la construction neuve.

## Pollutions et nuisances
Des gravières sont présentes dans les villages de Mbunjei et Guzang. Si ces gravières constituent une source importante de revenus pour les habitants, leur exploitation génère également des nuisances (bruits des explosions) et des pollutions (fumées et poussières) pour les habitants de la commune et l'écosystème.

## Religions
La religion principale est le christianisme (presbytériens, baptistes, catholiques, Témoins de Jehovah, Plein Évangile) et l'islam. Les pratiquants des religions traditionnelles africaines sont une minorité.

## Équipements
La commune accueille :
- une école primaire ;
- un centre médical ;
- des puits ;
- un point d'eau.

De manière générale, les structures scolaires et médicales souffrent d'un manque de moyens et d'équipements. En 2012, le village n'est pas électrifié ni couvert par un réseau de téléphone. Une canalisation d'eau potable par gravité dessert une partie du village depuis 2010.

## Réseau routier
La route reliant Kuruku et Kulabei est jugée passable avec un pont en bon état.